# Luigi Del Buono

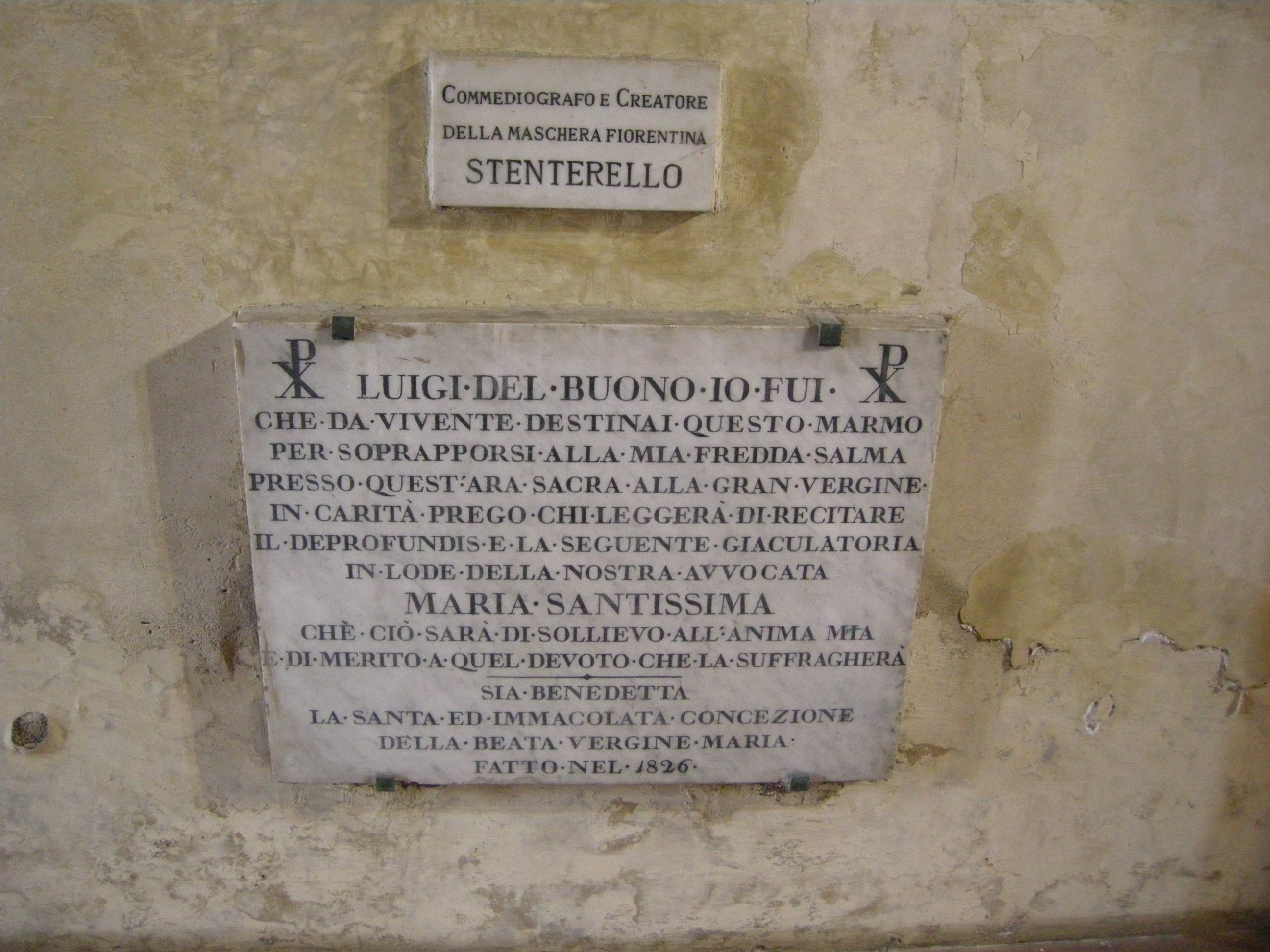
Lapide di Luigi Del Buono nel chiostro di Ognissanti, Firenze

Luigi Del Buono (Firenze, 1751 – 1832) è stato un attore teatrale italiano.

## Biografia
Nel 1793 creò la maschera di Stenterello, che portò in scena nella sua commedia Fiorlinda e Ferrante principi di Gaeta, con Stenterello buffone di corte.
Tra le altre sue opere si ricordano Ginevra degli Almieri sepolta viva in Firenze, con Stenterello ladro di sepolture, spaventato dai morti e giudice spropositato e La Villana di Lamporecchio.
Alla figura di Luigi Del Buono e alla creazione della maschera che l'ha reso celebre, è dedicato uno spettacolo scritto da Alessandro Riccio dal titolo "C'è del Buono in Stenterello": la vicenda racconta di come la maschera è nata dall'inventiva e dal bisogno dell'attore Del Buono di barcamenarsi economicamente. La storia, pur partendo da documenti storici di archivio, è totalmente frutto di immaginazione.